# Arycanda emolliens
Arycanda emolliens är en fjärilsart som beskrevs av Walker 1864. Arycanda emolliens ingår i släktet Arycanda och familjen mätare. Inga underarter finns listade i Catalogue of Life.